# Години розпачу (фільм)
«Години розпачу» (англ. The Desperate Hours; 1955) — художній фільм Вільяма Уайлера, заснований на однойменних романі і п'єсі Джозефа Хейса.

## Сюжет
Троє злочинців — брати Гленн і Хел Гріффіни і Сем Кобиш — біжать з в'язниці. Гленн повинен дочекатися свою подружку, яка привезе їм гроші. Вони захоплюють перший-ліпший будинок на околиці Індіанаполіса, де проживає сім'я Сема Хіллард. Тим часом злочинців, що втекли розшукує помічник шерифа Джесс Бард.

## У ролях
- Хамфрі Богарт — Гленн Гріффін
- Фредрік Марч — Ден Хіллард
- Артур Кеннеді — Джесс Бард
- Марта Скотт — Елеанор Хіллард
- Дьюї Мартін — Хел Гріффін
- Гіг Янг — Чак Райт
- Мері Мерфі — Сінді Хіллард
- Річард Ейер — Ральф Хіллард
- Роберт Мідлтон — Сем Кобиш
- Віт Бісселл — агент ФБР Карсон
- Рей Тіл — лейтенант поліції штату Фредерікс